# Zentralfriedhof Münster

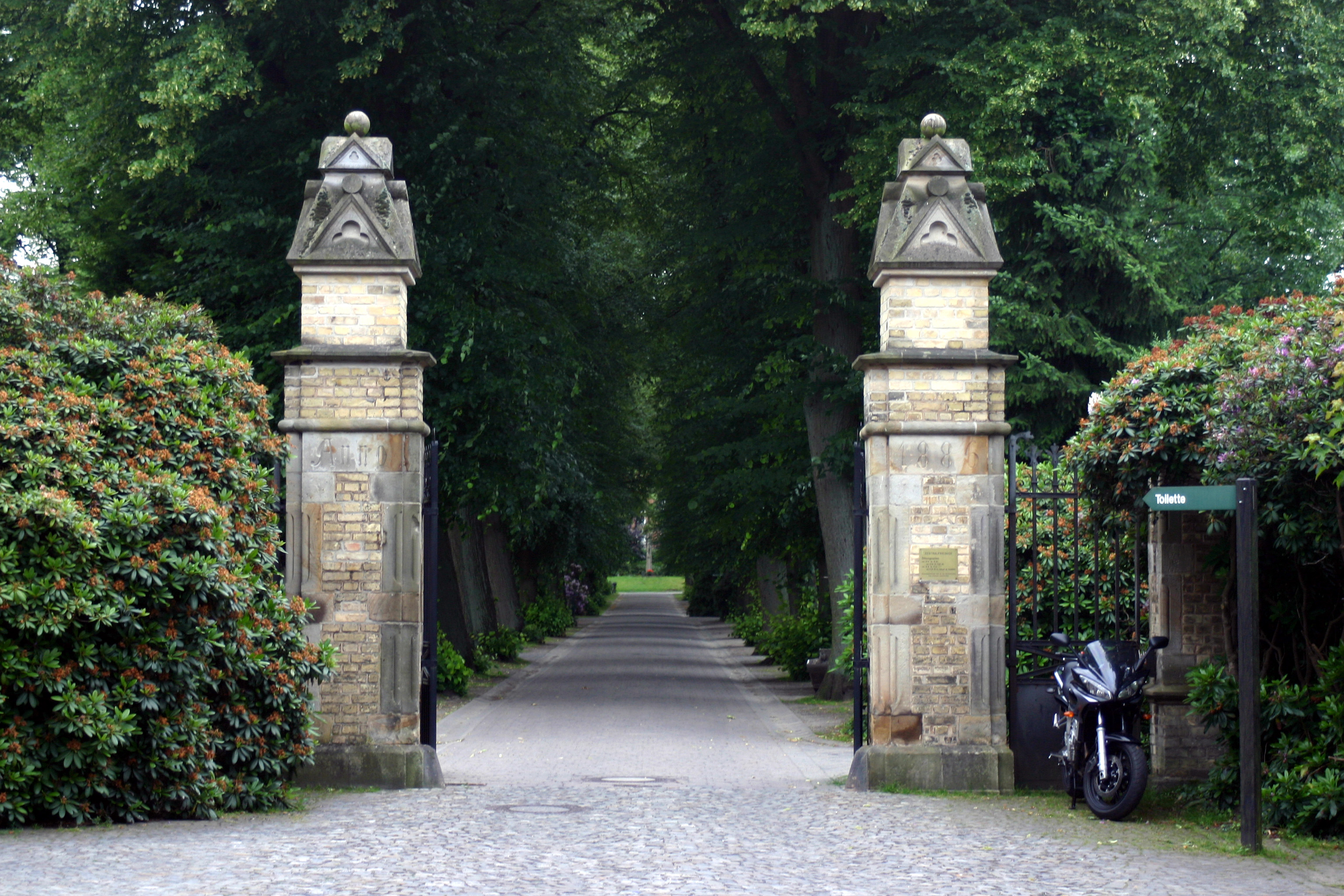
Haupteingang Zentralfriedhof Münster (2006)

Der ökumenische Zentralfriedhof im westfälischen Münster ist der Hauptfriedhof der Stadt. In unmittelbarer Nähe zum Aasee gelegen, bietet er Platz für rund 32.000 Grabstellen auf einer Fläche von 14 Hektar. Das größtenteils unter Natur- und Denkmalschutz stehende Areal mit insgesamt 41 Denkmälern ist einerseits ein Ort des Gedenkens und der Andacht, andererseits ein Ort zum Entspannen und Spazieren gehen in direkter Nähe zum Stadtzentrum.

## Geschichte

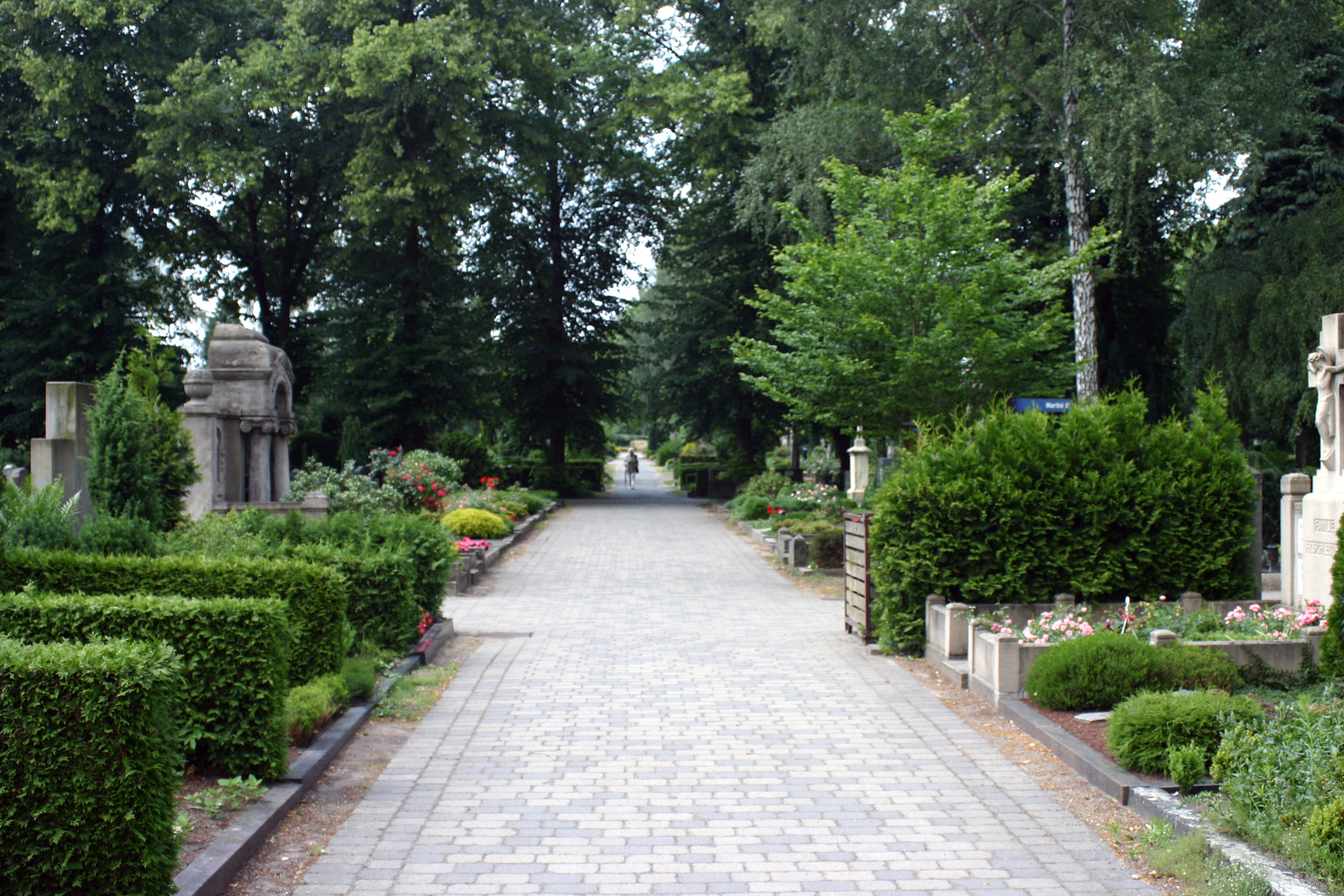
Blick entlang eines der Hauptwege

Der Friedhof wurde im Jahre 1887 im sogenannten „Himmelreich“ westlich der Stadt in direkter Nachbarschaft zum alten Zoo eingeweiht. Die ursprüngliche Größe des „Alten Teils“ betrug 10 Hektar. Die Gestaltung nahm der Kölner Architekt Hilger Hertel der Ältere vor, der seit dem Jahre 1857 der Dombaumeister von Münster war. Die erste Bestattung fand am 2. Februar 1887 statt.
Die Anlage des neuen „Central-Kirchhofs“ wurde notwendig, nachdem in Münster als preußischer Garnisons- und Verwaltungsstandort die Bevölkerung zu Beginn des 19. Jahrhunderts stetig zunahm und die Kapazitäten der drei innerstädtischen Friedhöfe „Kirchhof vor dem Neuthore“, „Kirchhof vor dem Hörsterthore“ und „Kirchhof vor dem Aegidiithore“ nicht mehr ausreichten. Die Verwaltung übernahm die „Central-Kirchhofs-Commission“, die noch immer als „Zentralfriedhofskommission“ für die Verwaltung zuständig ist. Bis ins Jahr 1942 sollte der Zentralfriedhof der einzige Hauptfriedhof der Stadt bleiben, als der Waldfriedhof Lauheide eröffnet wurde.
Im Jahre 1914 erfolgte nordwestlich des „Alten Teils“ eine Erweiterung durch den „Neuen Teil“, um weitere Grabstellen ausweisen zu können. Die bislang letzte und zugleich kleinste Erweiterung erfuhr der Zentralfriedhof 1943, als er in der nordwestlichen Ecke zwischen den leicht versetzt angeordneten alten und neuen Teil um den Teil „Nord-West“ ergänzt wurde. Das Gelände wurde von der Stadt Münster gepachtet und war für die Opfer des Bombenkriegs gedacht.
Der Zweite Weltkrieg hinterließ auch auf dem Zentralfriedhof seine Spuren, nachdem Münster schweren Bombardements durch die Alliierten ausgesetzt war. Gegen Ende des Krieges war er mit 120 Sprengtrichtern übersät. Im Bombenhagel gingen alle Mausoleen, viele Grabstätten, Denkmäler, Gebäude und Bäume verloren. Obwohl der Friedhof zwischen dem 1. Juli 1944 und 31. Juli 1947 geschlossen war und nach Blindgängern abgesucht wurde, gibt es selbst über 60 Jahre nach Kriegsende noch vereinzelte Bombenfunde.

## Gliederung
Der Haupteingang zum Friedhofsgelände befindet sich an der Robert-Koch-Straße, einer Seitenstraße der Hüfferstraße.

### Kapelle
Neben der Friedhofsverwaltung befindet sich dort auch die Friedhofskapelle.
Die Orgel der Friedhofskapelle wurde 1994/95 von dem Orgelbauer Peter Vier (Friesenheim) erbaut. Das Schleifladen-Instrument hat 14 Register auf zwei Manualwerken und Pedal. Die Spiel- und Registertrakturen sind mechanisch.
| I Hauptwerk C–g3 |             |    |
| 1.               | Prinzipal   | 8′ |
| 2.               | Rohrflöte   | 8′ |
| 3.               | Oktave      | 4′ |
| 4.               | Superoktave | 2′ |

| II Schwellwerk C–g3 |                       |       |
| 5.                  | Gedackt               | 8′    |
| 6.                  | Viola da Gamba        | 8′    |
| 7.                  | Schwebung             | 8′    |
| 8.                  | Blockflöte            | 4′    |
| 9.                  | Quinte (vorab Nr. 10) | 2 ⁄3′ |
| 10.                 | Sesquialter II        | 2 ⁄3′ |
| 11.                 | Oboe                  | 8′    |
|                     | Tremulant             |       |

| Pedal C–f1 |            |     |
| 12.        | Subbass    | 16′ |
| 13.        | Offenbass  | 8′  |
| 14.        | Choralbass | 4′  |

- Koppeln: II/I, I/P, II/P

### Alter Teil

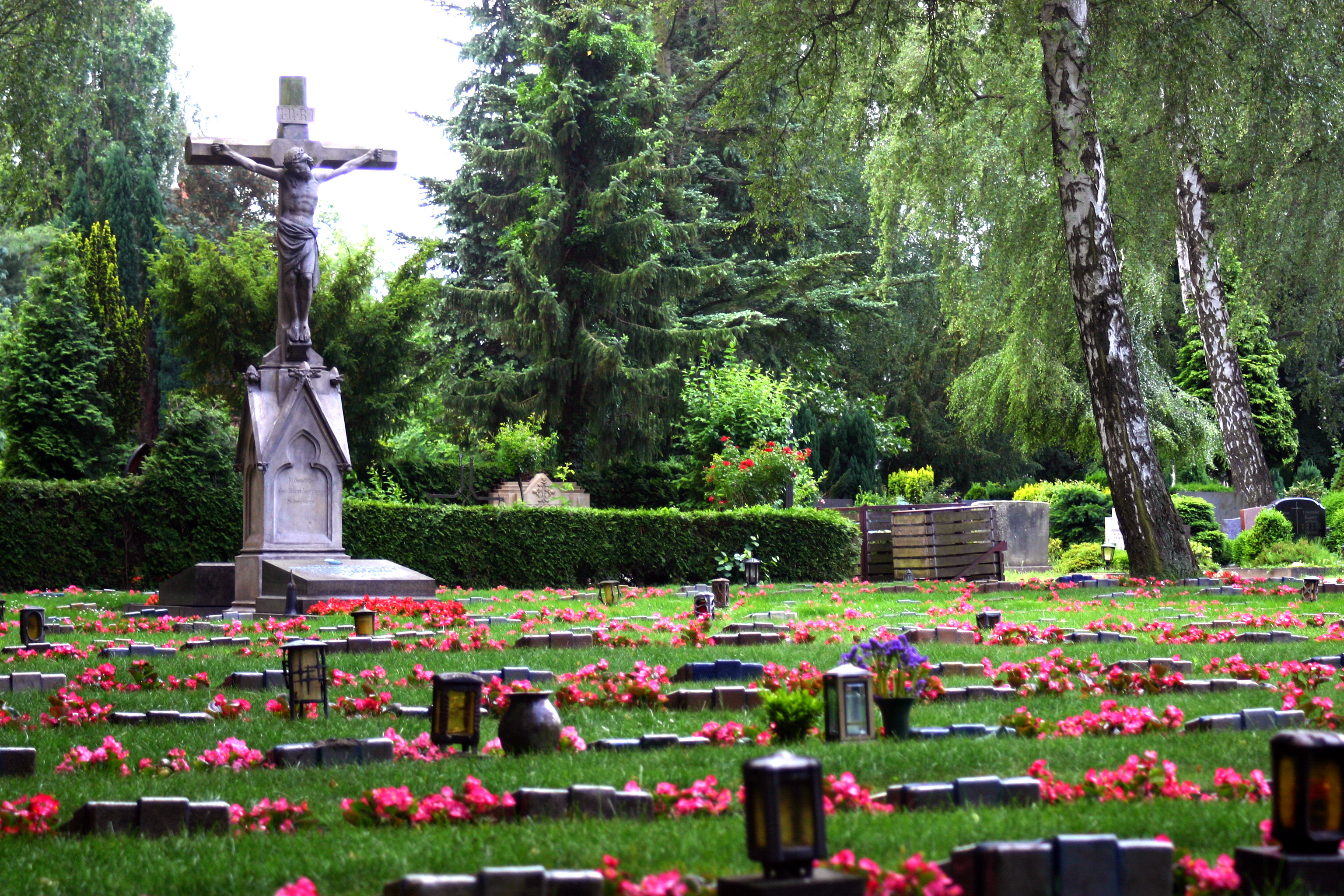
Grabmal der Barmherzigen Schwestern

Der alte Teil des Zentralfriedhofs steht sowohl unter Denkmal- als auch unter Naturschutz. Seine rechteckige Form ist durch eine 1.200 m lange Mauer umgeben. Das Gelände selbst ist in 32 ebenfalls rechteckige Friedhofsfelder rasterförmig eingeteilt, die den entsprechenden Pfarrgemeinden beziehungsweise dem evangelischen Kirchenkreis Münster als Eigentümer zugeordnet sind. Erschlossen wird der alte Teil durch zwei sich in der Mitte im rechten Winkel kreuzende Hauptwege, die ihn in vier Sektionen aufteilen. In Nordost-Südwest-Richtung besteht nördlich sowie südlich des Hauptweges eine weitere Querverbindung. In Nordwest-Südost-Richtung finden sich westlich des Hauptweges drei sowie östlich vier Querverbindungen. Insgesamt befinden sich 39 Denkmäler auf dem alten Teil des Zentralfriedhofs.

### Neuer Teil
Wie schon der alte Teil ist er in spezielle Bereiche für die verschiedenen Pfarrgemeinden aufgeteilt. Auf ihm befinden sich in drei gesonderten Bereichen insgesamt 574 Opfer der Weltkriege. Entgegen dem üblichen Nutzungsrecht von 30 Jahren haben sie Anspruch auf einen ewigen Ruheplatz auf dem Zentralfriedhof.

### Nord-West
Der 1943 eingeweihte Teil Nord-West des Zentralfriedhofs diente zunächst der Erweiterung der Kapazitäten, um dringend benötigte Grabstellen für die Opfer des Bombenkrieges bereitstellen zu können. Das Gelände wird seit dem Jahre 1943 von der Stadt Münster gepachtet. Seit 1984 erinnert ein Mahnmal an die insgesamt 1284 Bombenopfer aus Münster während des Zweiten Weltkrieges.

## Prominente

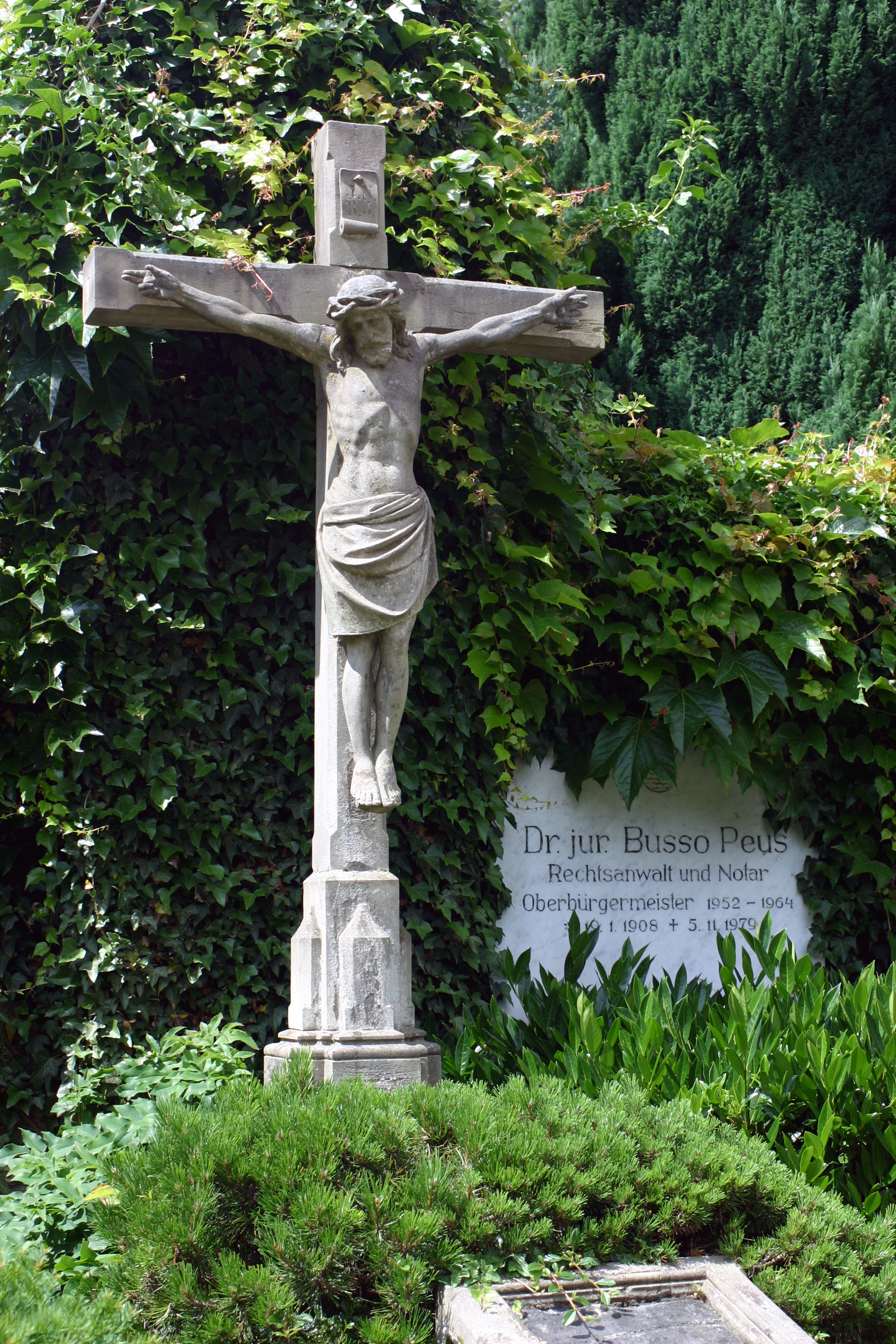
Grabmal von Busso Peus

- Alexander Heimbürger (1819–1909), Zauberkünstler
- Johann Wilhelm Hittorf (1824–1914), Physiker und Chemiker
- Friedrich Wilhelm Grimme (1827–1887), Schriftsteller, Heimatdichter
- Hermann Landois (1835–1905), Zoologieprofessor, Priester, Heimatschriftsteller, Gründer des münsterschen Zoos
- Carl Böddinghaus (1835–1903), Priester und Publizist
- Freiherr Ernst von Bülow (1842–1901), Kommandierender General des VII. Armee-Korps
- Antonie Jüngst (1843–1918), westfälische Schriftstellerin und Dichterin
- Clemens von Ketteler (1853–1900), Kaiserlicher Deutscher Gesandter
- Karl von Einem (1853–1934), Generaloberst, Heerführer im Ersten Weltkrieg
- Friedrich Westhoff (1857–1896), Zoologe und Heimatforscher, Heimatdichter
- Theodor Althoff (1859–1931), Warenhaus-Unternehmer
- Karl Wagenfeld (1869–1939), Dichter und Heimatforscher
- Franz Dieckmann (1875–1944), Jurist und Politiker (Zentrum), Oberbürgermeister von Münster und Landeshauptmann der Provinz Westfalen
- Marcus Krüsmann (1879–1964), Jurist und Politiker, bis zur Machtergreifung der Nationalsozialisten Bürgermeister der Stadt Limburg an der Lahn
- Heinrich Brüning (1885–1970), Reichskanzler von 1930 bis 1932
- Wilhelm Rudolph (1891–1987), evangelischer Theologe
- Wilhelm Klemm (1896–1985), Chemiker und einflussreicher Wissenschaftsmanager
- Willi Henkelmann (1899–1928), Motorradrennfahrer
- Carl „Pinkus“ Müller (1899–1979), Bierbrauer
- Franz-Josef Wuermeling (1900–1986), Bundesfamilienminister von 1953 bis 1962
- Josef Pieper (1904–1997), Philosoph
- Busso Peus (1908–1979), Oberbürgermeister von Münster von 1952 bis 1964
- Maria Euthymia (1914–1955), am 7. Oktober 2001 in Rom von Papst Johannes Paul II. seliggesprochen
- Moondog (1916–1999), US-amerikanischer Komponist
- Ludwig Poullain (1919–2015), Bankmanager
- Harald Deilmann (1920–2008), Architekt
- Heinz Schreckenberg (1928–2017), Judaist und Historiker
- Reiner Klimke (1936–1999), Dressur-Reiter und Politiker
- Blinky Palermo (1943–1977), Maler
- Dermot Bradley (1944–2009), irischer Militärhistoriker
- Jürgen Möllemann (1945–2003), Politiker
- Maurice („Mucki“) Banach (1967–1991), Fußballspieler